# Gonzalo Tamayo
Gonzalo Francisco Alberto Tamayo Flores (Cusco, 1964) es un economista peruano. Ejerció el cargo de Ministro de Energía y Minas del Perú desde el 28 de julio de 2016 al 27 de julio de 2017.

## Biografía
Es economista por la Pontificia Universidad Católica del Perú. Cuenta con doctorado y maestría en Economía por la Universidad de California en Los Ángeles (UCLA).
Es un experto en análisis económico, financiero y regulatorio de actividades de infraestructura, con énfasis en energía, hidrocarburos, transporte y telecomunicaciones. Ha participado en diversos proyectos estatales y privados. Fue miembro de la comisión de expertos para la reforma del régimen económico de la Constitución de 1993.
Trabajó durante 25 años en Macroconsult, sucesivamente como gerente de estudios económicos (1991-2002); director (2003-2014) y gerente general (2014-2016). Fue también miembro del directorio de Electro-Perú (2000-2003); del Organismo Supervisor de Inversión Privada en Telecomunicaciones, OSIPTEL (2001-2004); y del Fondo Consolidado de Reservas Previsionales, FCR (2002-2006). Así como director de la Corporación Financiera de Desarrollo, COFIDE (2005).
En el campo de la docencia ha sido profesor de la Universidad del Pacífico, de la Pontificia Universidad Católica del Perú y de la Escuela de Postgrado de la Universidad Peruana de Ciencias Aplicadas (UPC).

### Ministro de Energía y Minas del Perú
El 15 de julio de 2016, el presidente electo Pedro Pablo Kuczynski lo anunció como su ministro de Estado en el despacho de Energía y Minas. El 28 de julio, durante la toma de mando, juró su cargo en una ceremonia realizada en el patio de honor del Palacio de Gobierno, al aire libre y a la vista del público. El 1 de agosto asumió formalmente sus funciones, en un acto protocolar realizado en el patio interior de la sede institucional, en el distrito de San Borja.